# Diocesi di Mantova

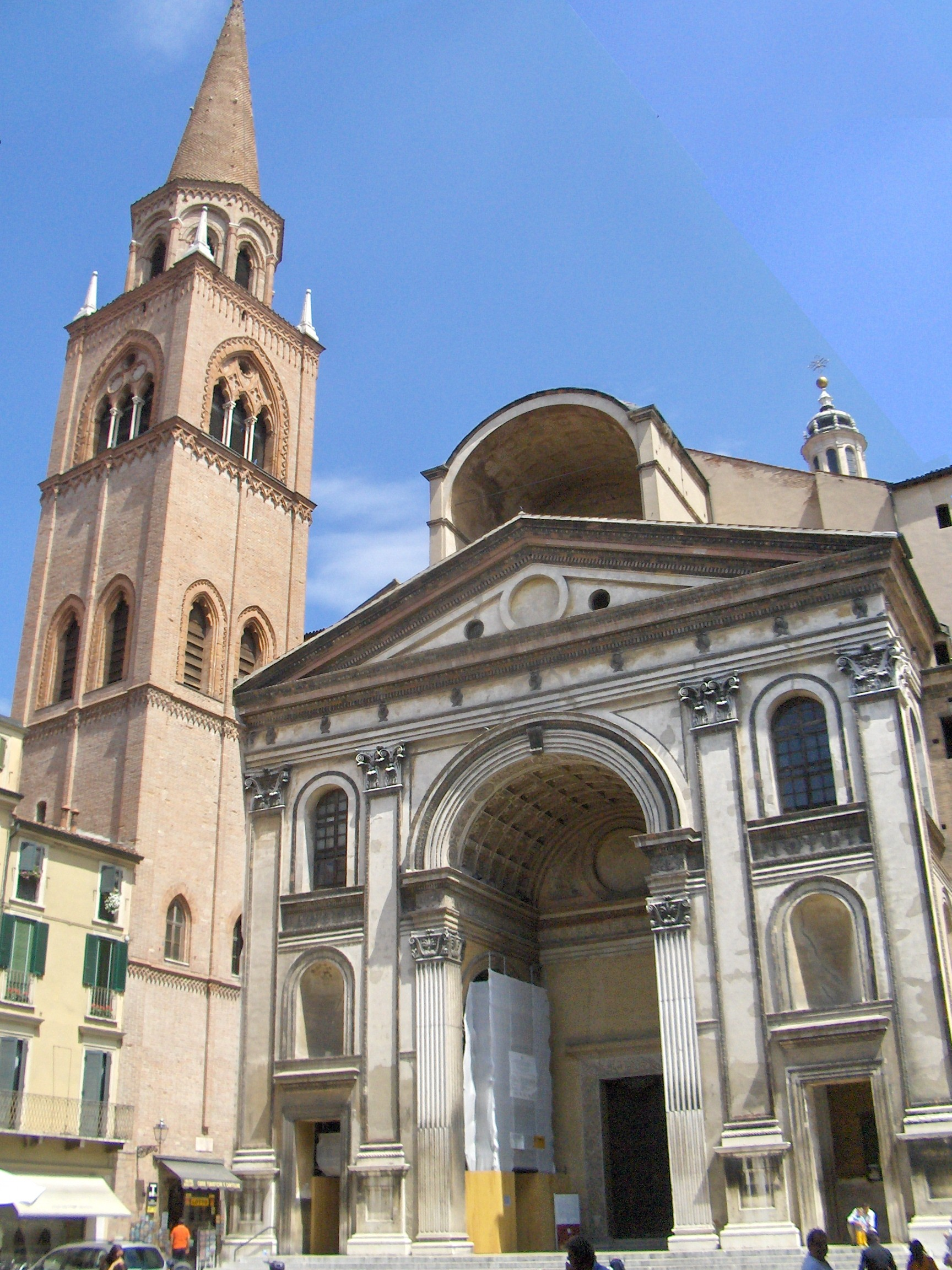
La basilica concattedrale di Sant'Andrea a Mantova

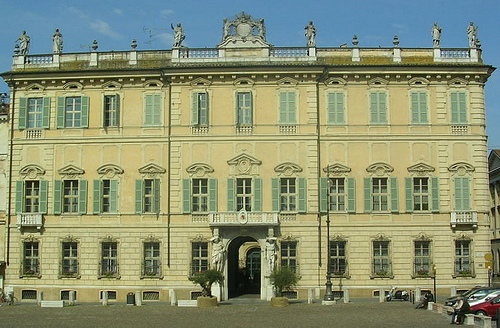
Il Palazzo vescovile

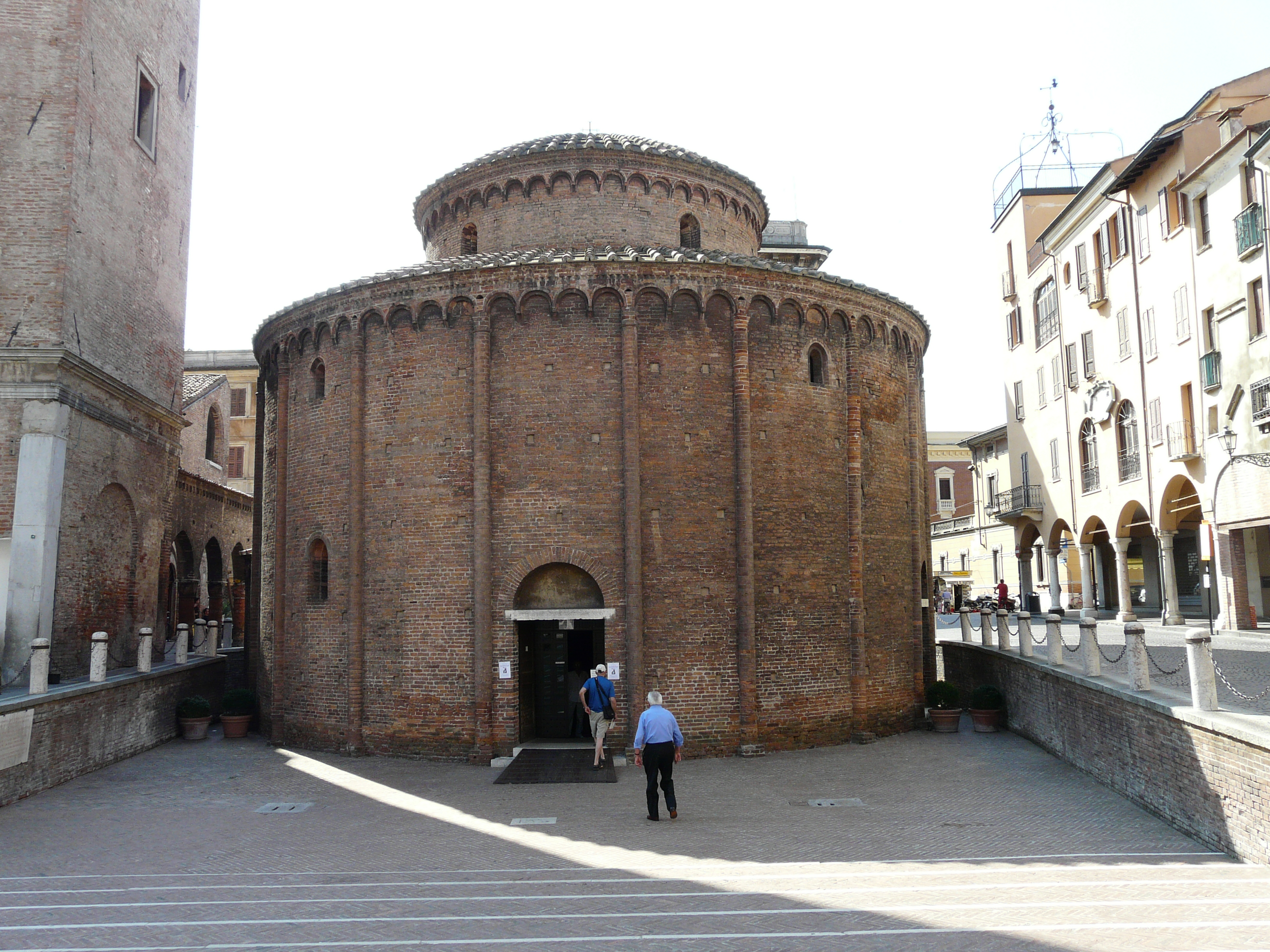
La Rotonda di San Lorenzo a Mantova

La diocesi di Mantova (in latino Dioecesis Mantuana) è una sede della Chiesa cattolica in Italia suffraganea dell'arcidiocesi di Milano appartenente alla regione ecclesiastica Lombardia. Nel 2023 contava 309.825 battezzati su 364.917 abitanti. È retta dal vescovo Gianmarco Busca.

## Santi patroni
Il santo patrono della diocesi è Sant'Anselmo di Lucca, mentre San Pietro e San Celestino I sono i titolari della chiesa cattedrale. San Luigi Gonzaga e San Pio X sono invece i compatroni della diocesi.

## Territorio
La diocesi comprende la provincia di Mantova, ad eccezione di una porzione occidentale che fa parte della diocesi di Cremona; comprende inoltre i comuni della sinistra Oglio cremonese di Ostiano e Volongo e la frazione di Cizzolo in comune di Viadana, già appartenuta alla diocesi di Reggio Emilia, e passata a quella di Mantova nel 1813.
Sede vescovile è la città di Mantova, dove si trovano la cattedrale di San Pietro Apostolo e la basilica concattedrale di Sant'Andrea Apostolo.
Nel territorio sorgono altre 6 basiliche minori: la basilica palatina di Santa Barbara a Mantova, il santuario della Beata Vergine delle Grazie a Curtatone, la basilica di San Benedetto a San Benedetto Po, la basilica della Madonna della Salute a Goito, il santuario basilica di San Luigi Gonzaga a Castiglione delle Stiviere e la basilica di San Benedetto a Gonzaga.

### Parrocchie e vicariati
Il territorio è suddiviso in 168 parrocchie, raggruppate in 1 vicariato urbano e 6 vicariati foranei: Santa Famiglia di Nazareth, San Carlo Borromeo, San Luigi Gonzaga, San Pio X, Sant'Anselmo e Madonna della Comuna. Ogni vicariato è organizzato in unità pastorali, costituite da un minimo di 2 ad un massimo di 10 parrocchie.

## Storia
La tradizione fa risalire la nascita della diocesi di Mantova all'804 in seguito ad una visita di papa Leone III alla città, che eresse la diocesi ricavandone il territorio dalla diocesi di Verona. Benché i primi riscontri documentali della presenza della diocesi risalgano all'inizio del IX secolo, tuttavia sono state avanzate altre tesi secondo cui la diocesi avrebbe avuto origine attorno al 760 o addirittura al VII secolo. Altre ipotesi sostengono che la diocesi sarebbe esistita già prima dell'arrivo dei Longobardi; il loro arrivo e la distruzione della città portò alla soppressione della diocesi, che venne nuovamente eretta all'inizio del IX secolo. A parziale conferma di queste tesi il fatto che nell'827 a Mantova si svolse un importante concilio con lo scopo di porre fine al dissidio tra i patriarcati di Aquileia e di Grado: questo non sarebbe stato possibile se Mantova non avesse goduto di un antico prestigio e di un'antica tradizione ecclesiale.
Un diploma dell'imperatore Corrado II del 1037 contiene il più antico elenco delle pievi spettanti al vescovo di Mantova, per un totale di 35.
Anche se i vescovi di Mantova non ebbero mai una vera e propria signoria, esercitarono alcuni diritti temporali (mero e misto imperio), specialmente su alcuni castelli dell'Oltrepò. A partire dal XIV secolo i vescovi si fregiarono del titolo di principe del Sacro Romano Impero e nonostante la contrarietà degli imperatori continuarono a fare uso del titolo fino alla fine del XVIII secolo.
Il 13 aprile 1452 Mantova, che fino ad allora era stata suffraganea del patriarcato di Aquileia, divenne una diocesi immediatamente soggetta alla Santa Sede.
Dal 1466 al 1566, per un secolo, la cattedra vescovile fu appannaggio della famiglia Gonzaga, marchesi prima e duchi poi di Mantova. Anche successivamente vi saranno vescovi di questa importante famiglia.
All'inizio del XVII secolo fu notevole l'episcopato di Francesco Gonzaga, che fondò il seminario diocesano e consacrò la cattedrale. Più volte fu iniziato il suo processo di beatificazione, da cui emerse la sua grande carità.
Nel 1803 il concordato napoleonico prevedeva il passaggio di Mantova alla provincia ecclesiastica dell'arcidiocesi di Ferrara, disposizione tuttavia che rimase senza effetto. Invece, il 16 febbraio 1820, in forza della bolla Paternae charitatis di papa Pio VII, entrò a far parte della provincia ecclesiastica dell'arcidiocesi di Milano; contestualmente le parrocchie della diocesi di Reggio che si trovavano a nord del Po furono annesse alla diocesi mantovana.
Il 12 settembre 1818 lo stesso papa Pio VII decretò la soppressione dell'abbazia nullius di Asola; delle sue dieci parrocchie, otto furono incorporate nella diocesi di Mantova e due in quella di Brescia.
Nel difficile periodo risorgimentale, il vescovo Pietro Rota non ottenne l'exequatur e quindi non poté mai prendere possesso della diocesi e risiedere nel palazzo vescovile. Per un certo periodo fu anche imprigionato e vide chiudere dall'autorità civile il seminario diocesano. Fondò il periodico "Il Vessillo Cattolico", che fu pubblicato dal 1872 al 1876.

## Cronotassi dei vescovi
Si omettono i periodi di sede vacante non superiori ai 2 anni o non storicamente accertati.
- Gregorio ? † (menzionato nell'814)
- Laiulfo o Erdulfo † (menzionato nell'827)
- Eginulfo † (prima dell'881 - dopo l'896)
- Ambrogio † (menzionato nel 918)
- Manasse d'Arles † (X secolo)
- Pietro † (prima del 945 - dopo il 946)
- Guglielmo † (prima del 962 - dopo il 964)[9]
- Gumbaldo † (prima di novembre 966 - dopo il 981)[9]
- Giovanni † (menzionato nel 997)[9]
- Itolfo † (prima del 1007 - dopo il 1037)[9][10]
- Marciano † (prima del 1045 - dopo il 1052)[9]
- Eliseo † (prima di ottobre 1055 - dopo il 1075 deceduto)[11]
- Ubaldo Vicedomino † (prima di marzo 1086 - dopo aprile 1098)[9]
- Ugo † (prima di maggio 1101 - dopo giugno 1109 deceduto)[11]
- Manfredo † (prima del 1114 - dopo il 1140)[9][12]
- Garsendonio † (prima di maggio 1148 - circa 1168 deposto)[11]
- Beato Giovanni, O.S.B. † (prima del 1174 - 1177 nominato vescovo di Vicenza)[11]
- Garsedonio † (prima di settembre 1177 - dopo settembre 1187 deceduto) (per la seconda volta)[11]
- Sigifredo † (prima di ottobre 1189 - dopo febbraio 1191 deceduto)[11]
- Enrico Delle Carceri † (prima di ottobre 1193 - dopo novembre 1227 deceduto)[11]
- Pellizzario † (prima di gennaio 1229 - dopo ottobre 1230)[11]
- Guidotto da Correggio † (prima di giugno 1231 - 14 maggio 1235 deceduto)[11]
  - Sede vacante (1235-1238)
- Giacomo Dalla Porta, O.Cist. † (prima di luglio 1237 - dicembre 1251 nominato vescovo di Porto e Santa Rufina)[11]
- Martino da Puzolerio † (31 maggio 1252 - 24 luglio 1268 deceduto)
- Anonimo (Aleardino ?) † (1268 - 1270)
  - Filippo da Casaloldo † (1270 - 21 novembre 1303 deceduto) (vescovo eletto)
- Filippo Bonacolsi, O.F.M. † (8 dicembre 1303 - 18 dicembre 1303 deceduto)
- Beato Giacomo Benfatti, O.P. † (10 gennaio 1304 - 19 novembre 1332 deceduto)
  - Sede vacante (1332-1338)
- Gottifredo Spinola † (4 novembre 1338 - 1346 o 1347 deceduto)
- Ruffino Landi † (16 aprile 1347 - 15 aprile 1367 deceduto)
- Guido de Beziis d'Arezzo † (26 agosto 1367 - 3 marzo 1386 deceduto)
- Sagramoso Gonzaga † (10 aprile 1386 - ottobre 1390 deposto)
- Antonio degli Uberti † (14 novembre 1390 - 24 aprile 1417 deceduto)
- Giovanni degli Uberti † (16 febbraio 1418 - 19 gennaio 1428 deceduto)
- Matteo Boniperti, O.P. † (21 maggio 1428 - 24 agosto 1444 deceduto)
- Galeazzo Cavriani † (11 settembre 1444 - 18 luglio 1466 deceduto)
  - Francesco Gonzaga † (20 agosto 1466 - 21 ottobre 1483 deceduto) (vescovo eletto)
  - Ludovico Gonzaga † (27 ottobre 1483 - 9 gennaio 1511 deceduto) (vescovo eletto)
  - Sigismondo Gonzaga † (10 febbraio 1511 - 1521 dimesso) (amministratore apostolico)
- Ercole Gonzaga † (10 maggio 1521 - 3 marzo 1563 deceduto)
- Federico Gonzaga † (4 giugno 1563 - 22 febbraio 1565 deceduto)[13]
- Francesco Gonzaga † (15 maggio 1565 - 6 gennaio 1566 deceduto)
- Gregorio Boldrini, O.P. † (7 febbraio 1567 - 2 novembre 1574 deceduto)
- Marco Fedeli Gonzaga † (28 novembre 1574 - 29 settembre 1583 deceduto)
- Alessandro Andreasi † (14 novembre 1583 - 23 marzo 1593 deceduto)
- Francesco Gonzaga, O.F.M.Obs. † (30 aprile 1593 - 2 marzo 1620 deceduto)
- Vincenzo Agnello Suardi † (2 marzo 1620 succeduto - 13 settembre 1644 deceduto)
- Masseo Vitali, O.F.M. † (5 febbraio 1646 - 23 giugno 1669 deceduto)
- Ferdinando Tiburzio Gonzaga † (23 febbraio 1671 - 28 ottobre 1672 deceduto)
- Giovanni Lucido Cattaneo † (12 marzo 1674 - 2 marzo 1685 deceduto)
- Enrico Vialardi di Villanova, B. † (3 marzo 1687 - 6 dicembre 1711 deceduto)
- Alessandro Arrigoni † (30 gennaio 1713 - 13 agosto 1718 deceduto)
- Antonio Guidi di Bagno Talenti † (26 aprile 1719 - 21 dicembre 1761 deceduto)
- Juan Portugal de la Puebla † (29 marzo 1762 - 17 gennaio 1770 dimesso[14])
- Giovanni Battista de Pergen † (29 gennaio 1770 - 12 novembre 1807 deceduto)
  - Sede vacante (1807-1823)
- Giuseppe Maria Bozzi † (16 maggio 1823 - 14 dicembre 1833 deceduto)
- Giovanni Battista Bellé † (24 luglio 1835 - 30 giugno 1844 deceduto)
  - Sede vacante (1844-1847)
- Giovanni Corti † (12 aprile 1847 - 12 dicembre 1868 deceduto)
  - Sede vacante (1868-1871)
- Pietro Rota † (27 ottobre 1871 - 3 maggio 1879 dimesso[15])
- Giovanni Maria Berengo † (12 maggio 1879 - 10 novembre 1884 nominato arcivescovo di Udine)
- San Giuseppe Melchiorre Sarto † (10 novembre 1884 - 15 giugno 1893 nominato patriarca di Venezia)
- Paolo Carlo Francesco Origo, O.SS.C.A. † (18 marzo 1895 - 13 novembre 1928 deceduto)
- Domenico Menna † (16 novembre 1928 - 8 settembre 1954 dimesso[16])
- Antonio Poma † (8 settembre 1954 - 16 luglio 1967 nominato arcivescovo coadiutore di Bologna[17])
- Carlo Ferrari † (19 ottobre 1967 - 28 giugno 1986 ritirato)
- Egidio Caporello † (28 giugno 1986 - 13 luglio 2007 ritirato)
- Roberto Busti (13 luglio 2007 - 3 giugno 2016 ritirato)
- Gianmarco Busca, dal 3 giugno 2016

## Calendario liturgico proprio della diocesi
| Data         | Celebrazione                                       | Grado                                         |
| ------------ | -------------------------------------------------- | --------------------------------------------- |
| 29 gennaio   | Beata Arcangela Girlani, vergine                   | Memoria facoltativa                           |
| 13 febbraio  | Dedicazione della cattedrale e della concattedrale | Festa Solennità in cattedrale e concattedrale |
| 19 febbraio  | Beata Elisabetta Picenardi, vergine                | Memoria facoltativa                           |
| 24 febbraio  | Beato Marco de' Marconi, sacerdote                 | Memoria facoltativa                           |
| 18 marzo     | Sant'Anselmo di Lucca, vescovo                     | Solennità                                     |
| 11 aprile    | Beato Battista Spagnoli, sacerdote                 | Memoria                                       |
| 18 giugno    | Beata Osanna Andreasi, vergine                     | Memoria                                       |
| 21 giugno    | San Luigi Gonzaga, religioso                       | Festa                                         |
| 9 luglio     | Beato Giovanni Cacciafronte, vescovo               | Memoria facoltativa                           |
| 27 luglio    | San Simeone, diacono                               | Memoria facoltativa                           |
| 18 agosto    | Beata Paola Montaldi, vergine                      | Memoria                                       |
| 21 agosto    | San Pio X, papa                                    | Festa                                         |
| 26 settembre | Dedicazione della propria chiesa                   | Solennità                                     |
| 5 ottobre    | Beato Matteo Carreri, sacerdote                    | Memoria facoltativa                           |
| 16 ottobre   | Beato Giovanni Bono, religioso                     | Memoria                                       |
| 5 novembre   | Santi e beati della Chiesa di Mantova              | Memoria facoltativa                           |
| 19 novembre  | Beato Giacomo Benfatti, vescovo                    | Memoria facoltativa                           |
| 5 dicembre   | Beato Bartolomeo Fanti, sacerdote                  | Memoria facoltativa                           |
| 7 dicembre   | Sant'Ambrogio di Milano, vescovo                   | Festa                                         |

## Statistiche
La diocesi nel 2023 su una popolazione di 364.917 persone contava 309.825 battezzati, corrispondenti all'84,9% del totale.
| anno | popolazione | popolazione | popolazione | presbiteri | presbiteri | presbiteri | presbiteri                | diaconi | religiosi | religiosi | parrocchie |
| anno | battezzati  | totale      | %           | numero     | secolari   | regolari   | battezzati per presbitero | diaconi | uomini    | donne     | parrocchie |
| ---- | ----------- | ----------- | ----------- | ---------- | ---------- | ---------- | ------------------------- | ------- | --------- | --------- | ---------- |
| 1950 | 374.586     | 375.000     | 99,9        | 328        | 312        | 16         | 1.142                     |         | 23        | 690       | 153        |
| 1969 | 339.288     | 340.434     | 99,7        | 336        | 305        | 31         | 1.009                     |         | 42        | 723       | 168        |
| 1980 | 345.000     | 346.988     | 99,4        | 342        | 314        | 28         | 1.008                     |         | 31        | 428       | 170        |
| 1990 | 336.000     | 338.403     | 99,3        | 309        | 284        | 25         | 1.087                     |         | 31        | 415       | 169        |
| 1999 | 334.234     | 340.519     | 98,2        | 277        | 243        | 34         | 1.206                     |         | 40        | 438       | 168        |
| 2000 | 332.106     | 344.888     | 96,3        | 266        | 234        | 32         | 1.248                     |         | 36        | 411       | 168        |
| 2001 | 336.828     | 349.676     | 96,3        | 256        | 229        | 27         | 1.315                     |         | 31        | 375       | 168        |
| 2002 | 333.216     | 347.014     | 96,0        | 253        | 227        | 26         | 1.317                     |         | 30        | 368       | 168        |
| 2003 | 328.016     | 341.944     | 95,9        | 250        | 222        | 28         | 1.312                     |         | 31        | 379       | 168        |
| 2004 | 345.280     | 363.414     | 95,0        | 246        | 212        | 34         | 1.403                     |         | 36        | 349       | 168        |
| 2013 | 328.876     | 382.128     | 86,1        | 198        | 175        | 23         | 1.660                     | 12      | 25        | 261       | 168        |
| 2016 | 324.568     | 376.015     | 86,3        | 184        | 165        | 19         | 1.763                     | 12      | 21        | 239       | 168        |
| 2019 | 322.782     | 376.405     | 85,8        | 182        | 160        | 22         | 1.773                     | 20      | 26        | 220       | 168        |
| 2021 | 321.970     | 374.614     | 85,9        | 179        | 160        | 19         | 1.798                     | 21      | 37        | 206       | 168        |
| 2023 | 309.825     | 364.917     | 84,9        | 171        | 157        | 14         | 1.811                     | 21      | 31        | 161       | 168        |